# エミリー・レーン
エミリー・レーン（Emily Lane、1999年1月10日 - ）は、アイルランドの女子ラグビー選手。

## プロフィール
- アイルランド・コーク出身[1]。
- ポジションはスクラムハーフ(SH)。
- 身長 164cm、体重 60kg
- 女子アイルランド代表キャップは3。（2024年9月現在）

## 略歴
2024年、パリ五輪の7人制女子アイルランド代表に選ばれた。